# 62nd Airlift Wing
Le 62nd Airlift Wing (62nd AW, 62e escadre de transport aérien), est une unité de transport de l'Air Mobility Command de l'United States Air Force basée à McChord Air Force Base dans l'État de Washington.
Le 4th Airlift Squadron (en) faisant partie de cette escadre est, en 2025, la seule unité habilité de l'USAF à transporter des armes nucléaires (Prime Nuclear Airlift Force).